# Florenville
Florenville är en kommun i Belgien.   Den ligger i provinsen Luxemburg och regionen Vallonien, i den södra delen av landet, 140 km sydost om huvudstaden Bryssel. Antalet invånare är 5 482.
I omgivningarna runt Florenville växer i huvudsak blandskog. Runt Florenville är det ganska glesbefolkat, med 38 invånare per kvadratkilometer.